# Livio Cattel
Livio Cattel (San Donà di Piave, 27 agosto 1901 – Bagnacavallo, 13 ottobre 1965) è stato un ciclista su strada italiano.

## Biografia
Nato nel 1901 a San Donà di Piave, in provincia di Venezia, a causa della prima guerra mondiale si spostò in Romagna, a Bagnacavallo, in provincia di Ravenna.
Nel 1923, a 22 anni, vinse La Popolarissima di Treviso e partecipò al Giro di Lombardia, terminandolo al 6º posto.
Negli anni successivi prese parte per 3 volte al Giro d'Italia, arrivando 20º nel 1924, 22º nel 1927 e 26º nel 1928, unica occasione nella quale corse non da individuale, ma con la squadra Atala-Pirelli, e poi a 2 Milano-Sanremo, chiudendo 16º nel 1925 e 26º nel 1927, e ad altri 2 Giri di Lombardia, terminando 22º nel 1925 e 19º nel 1927.
Nel 1924 fu 3º al Giro di Romagna, mentre nel 1927 arrivò nella stessa posizione al Giro del Veneto.
Terminata la carriera nel 1934, a 33 anni, morì nel 1965.

## Palmarès
- 1923 (dilettanti)

La Popolarissima

## Piazzamenti

### Grandi Giri
- Giro d'Italia

1924: 20º
1927: 22º
1928: 26º

### Classiche monumento
- Milano-Sanremo

1925: 16º
1927: 26º
- Giro di Lombardia

1923: 6º
1925: 22º
1927: 19º